# Elias Fausto
Elias Fausto is een gemeente in de Braziliaanse deelstaat São Paulo. De gemeente telt 15.312 inwoners (schatting 2009).

## Aangrenzende gemeenten
De gemeente grenst aan Capivari, Indaiatuba, Itu, Monte Mor, Porto Feliz en Salto.